# Noé Kwin
Noé Achille Kwin Amban (* 14. ledna 1990, Douala) je kamerunský fotbalový obránce, v současnosti působí ve slovenském klubu DAC Dunajská Streda. Hraje na postu stopera (středního obránce).

## Klubová kariéra
Noé Kwin hrál v Kamerunu v týmu Coton Sport FC de Garoua, odkud v únoru 2013 odešel do Evropy do srbského klubu FK Spartak Subotica, kde však vydržel pouze měsíc a nepřipsal si ani jeden ligový start. V září 2013 se stal hráčem slovenského celku DAC Dunajská Streda.